# Ctenus erythrochelis
Ctenus erythrochelis este o specie de păianjeni din genul Ctenus, familia Ctenidae. A fost descrisă pentru prima dată de Simon, 1876. Conform Catalogue of Life specia Ctenus erythrochelis nu are subspecii cunoscute.